# Ciudad
Una ciudad es un asentamiento humano de tamaño considerable. El término «ciudad» tiene diferentes significados en todo el mundo, y en algunos lugares el asentamiento puede ser muy pequeño. Incluso cuando el término se limita a asentamientos más grandes, no existe una definición universalmente aceptada sobre el límite inferior de su tamaño. En un sentido más estricto, una ciudad puede definirse como un lugar permanente y densamente poblado con límites administrativos definidos, cuyos habitantes trabajan principalmente en actividades no agrícolas. Las ciudades generalmente cuentan con sistemas extensivos para la vivienda, el transporte, el saneamiento, los servicios públicos, el uso del suelo, la producción de bienes y la comunicación. Su densidad facilita la interacción entre personas, propiedad estatal y negocios, a veces beneficiando a distintas partes en el proceso, como la mejora en la eficiencia de la distribución de bienes y servicios.
Históricamente, los habitantes de las ciudades han sido una pequeña proporción de la humanidad en general, pero después de dos siglos de urbanización rápida y sin precedentes, más de la mitad de la población mundial vive ahora en ciudades, lo que ha tenido profundas consecuencias para la sostenibilidad global. Las ciudades actuales suelen formar el núcleo de áreas metropolitanas y áreas urbanas más grandes, lo que genera numerosos viajeros que van hacia los centros de las ciudades en busca de empleo, entretenimiento y educación. Sin embargo, en un mundo de creciente globalización, todas las ciudades están, en distintos grados, conectadas globalmente, más allá de estas regiones. Esta mayor influencia significa que las ciudades también tienen una influencia significativa en cuestiones globales, como el desarrollo sostenible, el cambio climático y la salud global. Debido a estas importantes influencias en los problemas globales, la comunidad internacional ha priorizado la inversión en ciudades sostenibles a través del Objetivo de Desarrollo Sostenible 11. Debido a la eficiencia del transporte y al menor consumo de tierra, las ciudades densas tienen el potencial de tener una huella ecológica menor por habitante que las áreas escasamente pobladas. Por ello, a menudo se hace referencia a las ciudades compactas como un elemento crucial en la lucha contra el cambio climático. Sin embargo, esta concentración también puede tener algunas consecuencias negativas importantes, como la formación de islas de calor urbanas, la concentración de la contaminación y la presión sobre el suministro de agua y otros recursos.

## Significado
Una ciudad se distingue de otros asentamientos humanos por su tamaño relativamente grande, pero también por sus funciones y su estatus simbólico especial, que puede ser otorgado por una autoridad central. El término también puede referirse tanto a las calles y edificios físicos de la ciudad como al conjunto de personas que viven allí, y puede usarse en un sentido general para referirse a un territorio urbano en lugar de rural.
Los censos nacionales utilizan una variedad de definiciones (que invocan factores como la población, la densidad de población, el número de viviendas, la función económica y la infraestructura) para clasificar poblaciones como urbanas. Las definiciones típicas para las poblaciones de ciudades pequeñas comienzan en alrededor de 100 000 personas. Las definiciones de población comunes para un área urbana (ciudad o pueblo) varían entre 1 500 y 50 000 personas, y la mayoría de los estados de EE. UU. utilizan un mínimo de entre 1 500 y 5 000 habitantes. Algunas jurisdicciones no establecen tales mínimos. En el Reino Unido, el estatus de ciudad lo otorga la Corona y luego permanece permanente. Históricamente, el factor calificador fue la presencia de una catedral, lo que resultó en algunas ciudades muy pequeñas como Wells, con una población de 12 000 en 2018, y St Davids, con una población de 1 751 en 2021. Según la "definición funcional", una ciudad no se distingue solo por su tamaño, sino también por el papel que desempeña dentro de un contexto político más amplio. Las ciudades sirven como centros administrativos, comerciales, religiosos y culturales para sus áreas circundantes más grandes.
La presencia de una élite alfabetizada a menudo se asocia con las ciudades debido a las diversidades culturales presentes en una ciudad. Una ciudad típica tiene administradores profesionales, regulaciones y alguna forma de impuestos para apoyar a los trabajadores del gobierno. Este arreglo contrasta con las relaciones más típicamente horizontales en una tribu o aldea que logra objetivos comunes a través de acuerdos informales entre vecinos o el liderazgo de un jefe. Los gobiernos pueden basarse en la herencia, la religión, el poder militar, sistemas de trabajo como la construcción de canales, la distribución de alimentos, la propiedad de la tierra, la agricultura, el comercio, la manufactura, las finanzas o una combinación de estos. Las sociedades que viven en ciudades a menudo son llamadas civilizaciones.
El grado de urbanización es una métrica moderna que ayuda a definir lo que comprende una ciudad: "una población de al menos 50 000 habitantes en celdas de cuadrícula densas contiguas (>1 500 habitantes por kilómetro cuadrado)". Esta métrica fue "ideada a lo largo de los años por la Comisión Europea, la OCDE, el Banco Mundial y otros, y aprobada en marzo [de 2021] por las Naciones Unidas ... en gran medida con el propósito de realizar comparaciones estadísticas internacionales".

## Etimología
La palabra ciudad y la relacionada civilización provienen de la raíz latina civĭtas, -ātis que originalmente significaba "ciudadanía" o "miembro de la comunidad" y que con el tiempo llegó a corresponderse con urbs, que significa "ciudad" en un sentido más físico. La civitas romana estaba estrechamente vinculada con la polis griega, otra raíz común que aparece en palabras españolas como metrópolis.

## Historia

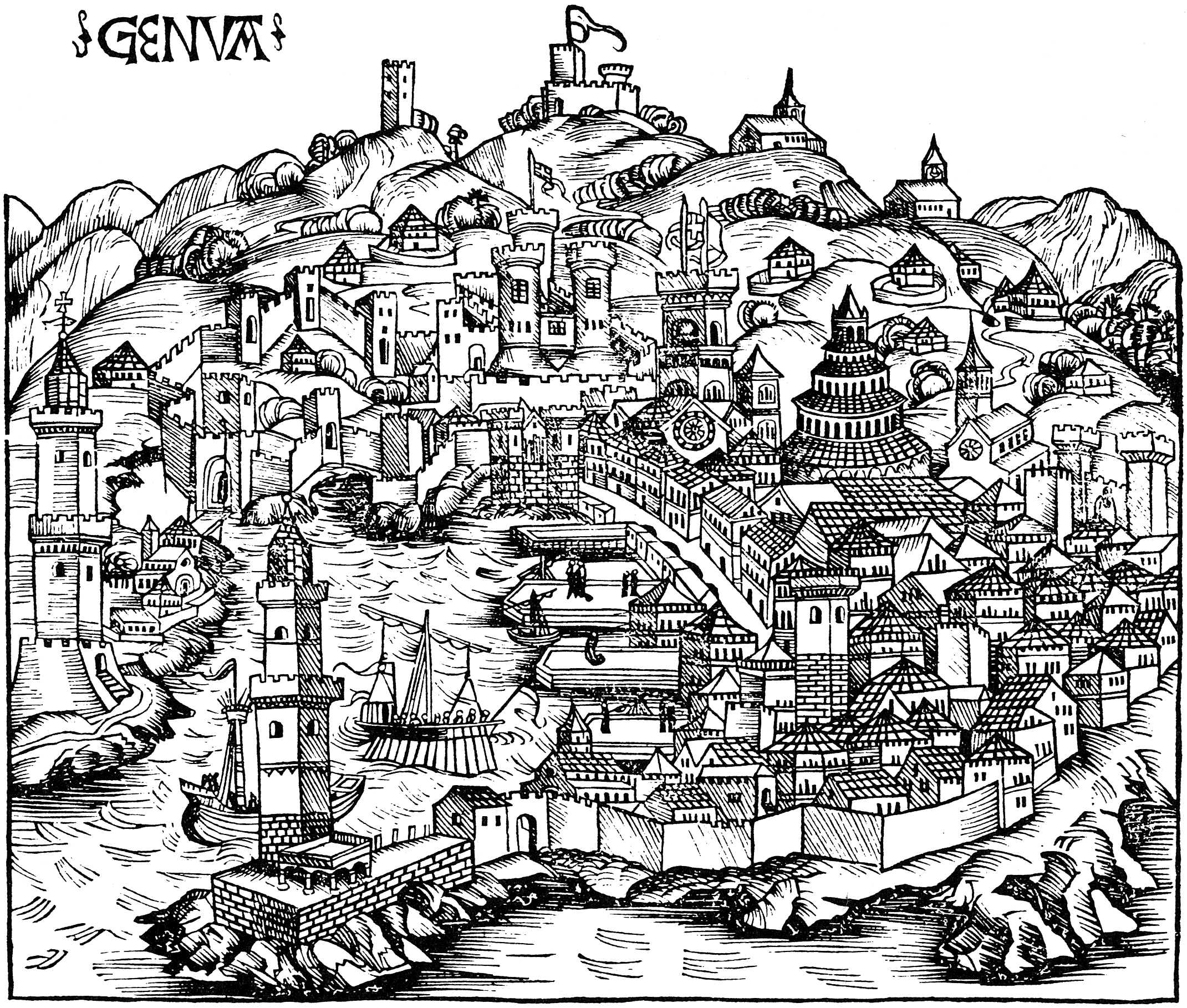
Génova en 1493.

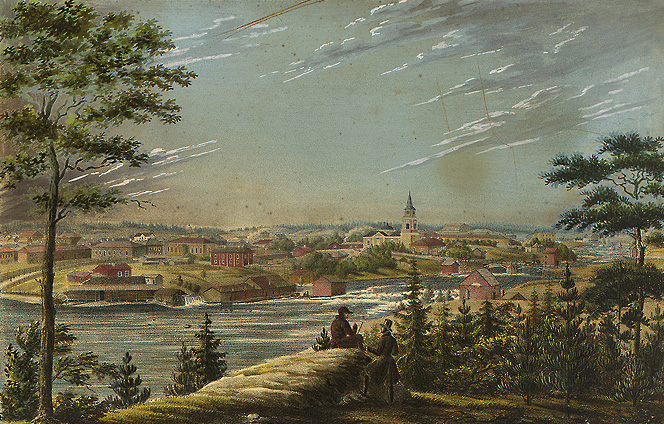
La ciudad industrial de Tampere, en 1837

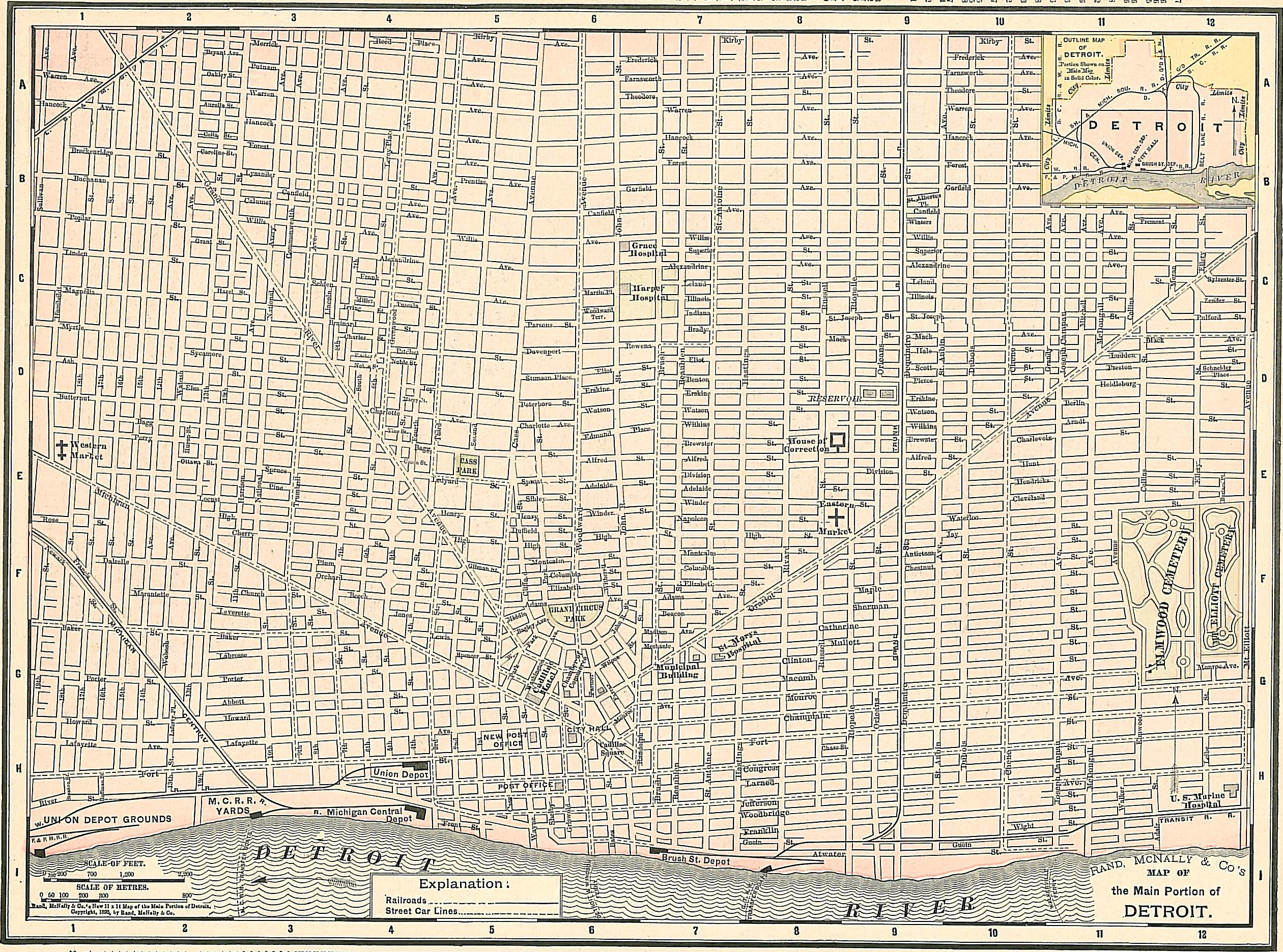
Mapa de la porción central de Detroit, Estados Unidos, 1895.

La historia de las ciudades del mundo es en general larga, dado que las primeras ciudades habrían surgido entre quince a cinco mil años atrás, como asentamientos permanentes poco complejos. Las sociedades sedentarias que viven en ciudades son frecuentemente llamadas civilizaciones. La rama de la historia y del urbanismo encargada del estudio de las ciudades y del proceso de urbanización es la historia urbana. Las primeras ciudades verdaderas son a veces consideradas aquellos grandes asentamientos permanentes donde sus habitantes ya no eran los simples dueños de las áreas cercanas al asentamiento, sino que pasaron a trabajar en ocupaciones más especializadas en la ciudad, donde el comercio, la provisión de alimentos y el poder fueron centralizados.
Usando esta definición, las primeras ciudades conocidas aparecieron en Mesopotamia (Ur, por ejemplo), a lo largo del río Nilo, en el valle del Indo y en China, entre aproximadamente siete a cinco mil años atrás, siendo generalmente resultado del crecimiento de pequeñas aldeas o de la fusión de pequeños asentamientos. Antes de esta época, los asentamientos raramente alcanzaron algún tamaño significativo, aunque hay casos excepcionales como Jericó, Çatal Höyük y Mehrgarh. Harappa y Mohenjo-Daro, ambas ciudades del valle del Indo, eran las más populosas de estas antiguas ciudades, con una población conjunta estimada entre 100 y 150 mil habitantes.
El crecimiento de los imperios antiguos y medievales coadyuvó en la aparición, en el mar Mediterráneo, de grandes ciudades capitales y sedes de la administración provincial, como Babilonia, Roma, Antioquía, Alejandría, Cartago, Seleucia del Tigris, Pataliputra (localizada en la actual India), Chang'an (localizada en la actual República Popular de China), Constantinopla (actual Estambul), y, posterior y sucesivamente, diversas ciudades chinas e indias. Roma contaba con más de un millón de habitantes en el siglo I a. C., siendo considerada por muchos como la única ciudad a superar esta marca hasta el inicio de la Revolución industrial. En la antigua Roma se denominaba ciudad (cívitas) a la zona habitada por ciudadanos (cívis), los cuales eran aquellos que poseían derechos ciudadanos, independientemente de su actividad (fuera la industria, la agricultura o los servicios). Otros grandes centros administrativos, comerciales, industriales y ceremoniales emergieron en otras áreas, siendo considerada Bagdad como la primera ciudad en batir la marca del millón de habitantes, que ostentaba Roma.
Durante la Edad Media en Europa, una ciudad era tanto una entidad político-administrativa como una agrupación de casas. En la España medieval y del Renacimiento, una ciudad era la población que no tenía señor y era regida directamente por el rey. Tenía el privilegio de enviar procuradores a las cortes para negociar las tasas y gabelas que le pudieran ser impuestas, a cambio de fueros. Esta calificación de ciudad era independiente del tamaño, así, Madrid, capital de España desde 1561, no era ciudad sino villa, estatus que aún conserva. Algunas ciudades, excepcionalmente, tales como Venecia, Génova o Lübeck, se convirtieron en ciudades-estados poderosas, tomando en ocasiones el control de las tierras próximas o estableciendo extensos imperios marítimos. Tal fenómeno no se limitó solamente a Europa, sino que se dieron casos como el de Sakai, que poseía un considerable grado de autonomía en el Japón medieval. En Europa se consideraban las ciudades más importantes de esta época Venecia, Róterdam, Florencia y Lisboa, las cuales crecieron todas al alero de sus puertos y un rol importante en el intercambio comercial.
A medida que las ciudades-estados situadas en los litorales del Mediterráneo y del mar Báltico comenzaban a desaparecer a partir del siglo XVI, las grandes capitales europeas se beneficiaron del incremento del comercio que surgió fruto de la colonización de América y el establecimiento de una economía transatlántica. Hacia finales del siglo XVIII, Londres se había convertido en la mayor ciudad del mundo, con una población que se aproximaba al millón de habitantes, con París, Bagdad, Pekín, Estambul y Kioto como otras grandes ciudades. Pero fue el inicio de la Revolución Industrial y el crecimiento de la industria moderna, a fines del siglo XVIII, lo que permitió la urbanización masiva y el surgimiento de nuevas grandes ciudades, primeramente en Europa, y luego en otras regiones, a medida que las nuevas oportunidades generadas en las ciudades hicieran que un gran número de emigrantes provenientes de comunidades rurales se instalasen en áreas urbanas.

## Ciudades en la actualidad

### Geografía

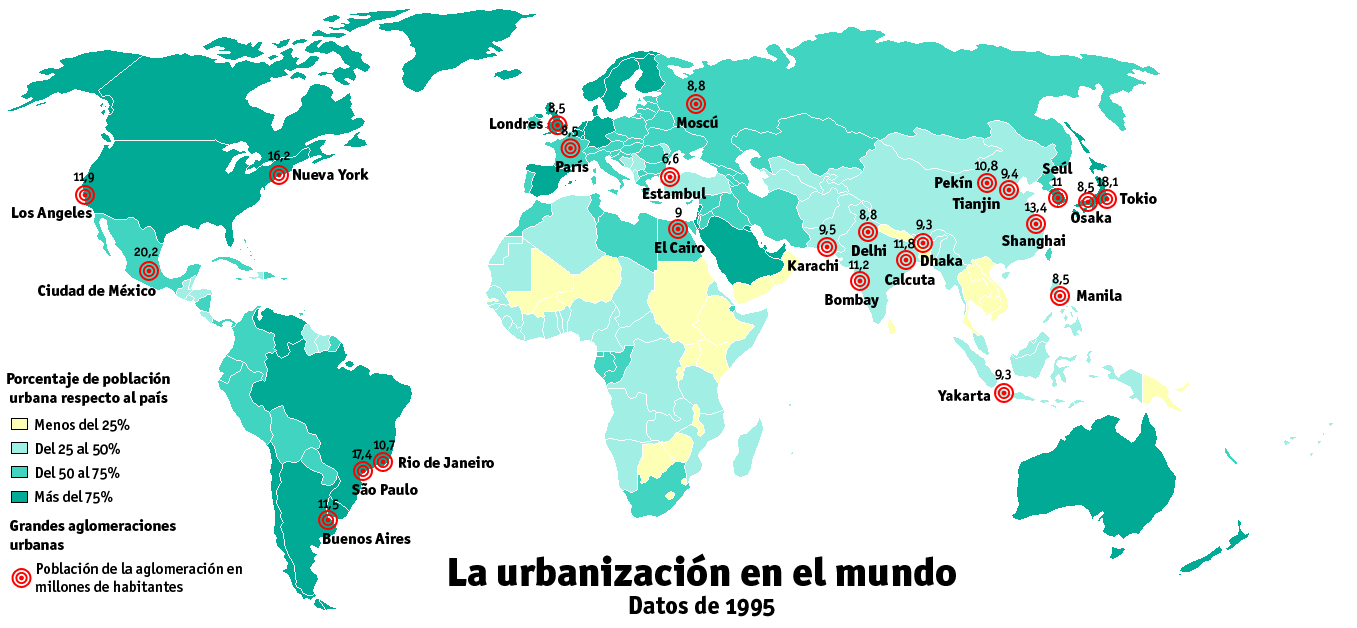
Urbanización mundial hacia 1995.

Actualmente, las grandes ciudades son mucho mayores y más populosas que en tiempos pasados. Un ejemplo es París, que en 1400, tenía 225 mil habitantes en 8 km² de área. Hoy en día, la ciudad cuenta con 2,2 millones de habitantes y 105 km², y su región metropolitana posee más de 11,2 millones de habitantes y 14 518 km² de área.
En Estados Unidos y en Canadá, el padrón más común de las vías públicas es el plan hipodámico o de damero, esto es, arterias viales corriendo paralelas entre sí, con otras calles paralelas cortándolas perpendicularmente. Este sistema fue también usado por millares de años en China, y por los españoles al fundar ciudades en América. En Europa, dado que la mayoría de las ciudades no se planificaron de antemano, su sistema de vías públicas, calle y avenidas se extienden desorganizadamente por la ciudad. Muchas de las murallas que cercaban las antiguas ciudades europeas dieron lugar a modernas vías públicas de alta capacidad.
Comúnmente, las grandes ciudades poseen un distrito financiero, donde se localizan instituciones financieras, sedes de grandes compañías y centros comerciales. Personas de todas partes de la ciudad (así como de ciudades vecinas) acuden a este centro financiero a trabajar diariamente. Este generalmente es pequeño en área, pero puede albergar hasta decenas de miles de puestos de trabajo, gracias a la existencia de los rascacielos. La región de la ciudad de Londres propiamente dicha, a modo de ejemplo, centro financiero de la región metropolitana de Londres, posee 2900 km² y 8,6 millones de habitantes permanentes, y más de 300 mil personas de otros lugares de la región metropolitana van a la City a trabajar cada día.

### Administración

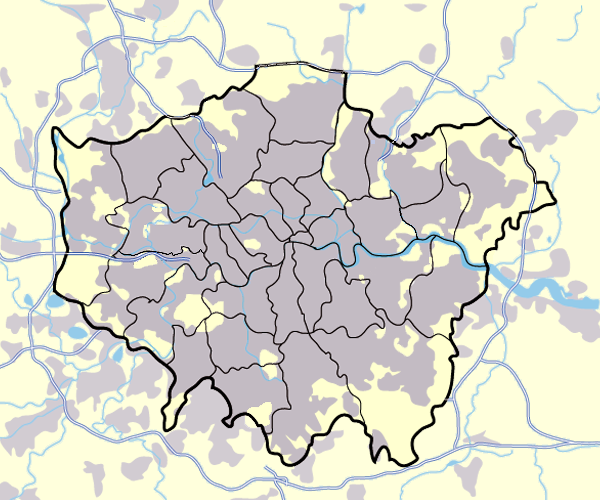
Las zonas edificadas (en gris) se extienden más allá de las fronteras de Londres y sus distritos

La administración de las ciudades corresponde a distintas instituciones, dependiendo de cada país. Entre las denominaciones más corrientes que se emplean para designar al órgano administrativo de una ciudad se encuentran municipalidad, ayuntamiento y prefectura. Estas organizaciones son responsables por la planificación de la ciudad, y de acuerdo a las competencias dadas por las respectivas legislaciones nacionales, pueden encargarse de la administración del sistema de transporte público, del sistema escolar y de bibliotecas públicas, de policía y de bomberos. La administración de una ciudad está encabezada generalmente por un alcalde o presidente municipal y un concejo, todos elegidos por votación popular (en regímenes democráticos). Habitualmente está a cargo de velar por los intereses de sus conciudadanos, representándolos ante la autoridad jerárquica mayor, además de impulsar políticas locales para mejorar su calidad de vida, como programas de salud o deporte, y combatir contra la delincuencia, entre otras diversas tareas. Su presupuesto proviene por lo general de fondos nacionales y de ciertos ingresos propios, como permisos de comercio, edificación o impuestos específicos.

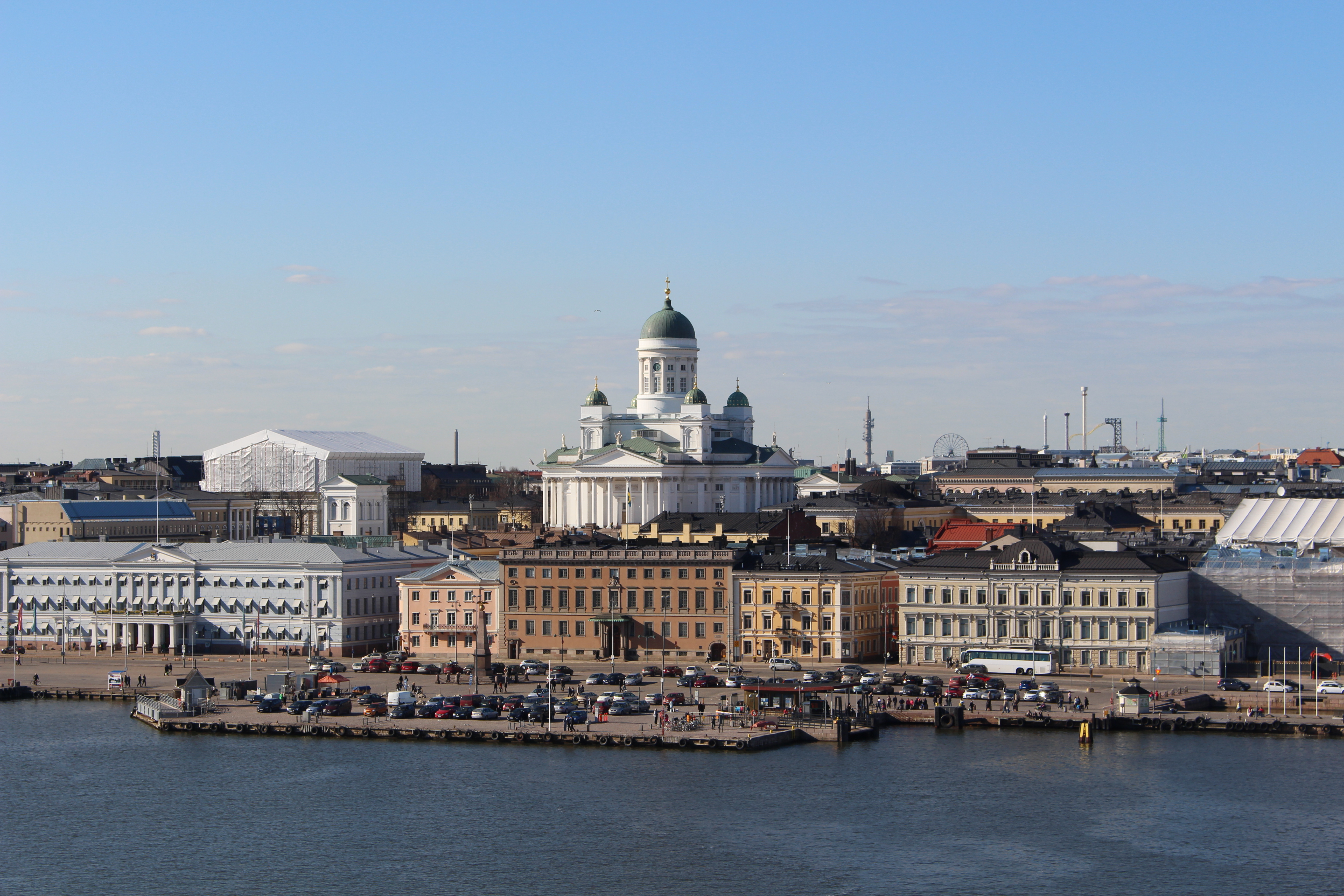
Helsinki, la ciudad más grande de Finlandia.

Algunas grandes ciudades suelen subdividirse administrativamente en comunas, barrios, distritos, delegaciones o pedanías.

### Economía

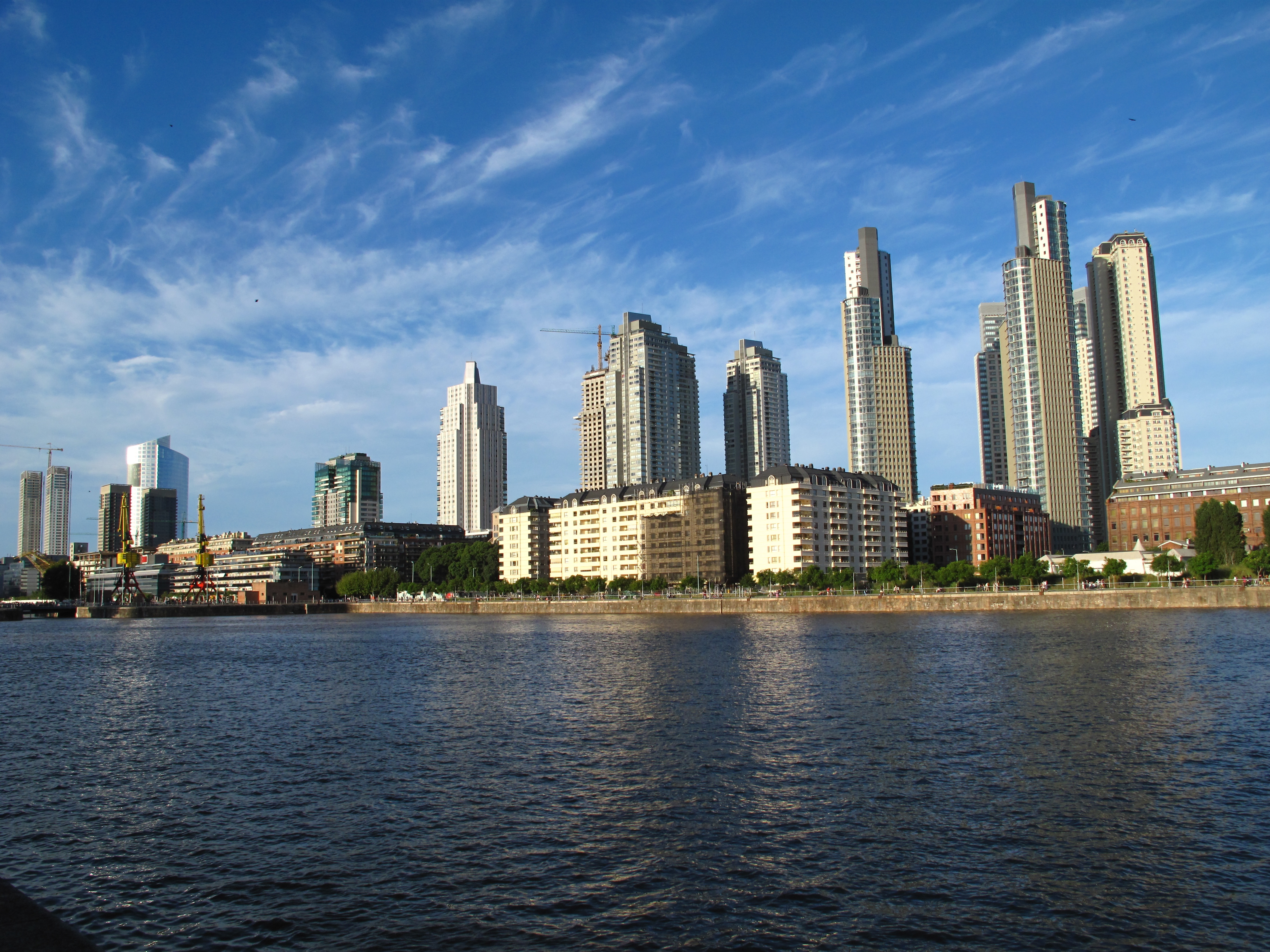
Puerto Madero, donde se evidencia el dinamismo del sector de la construcción en Buenos Aires, Argentina.

Actualmente, la economía de las ciudades es general y altamente diversificada, variando entre ciudades. Ya que la economía urbana nunca se basa solamente en un determinado sector económico, varias ciudades dependen principalmente de un único, o de algunos pocos, sectores económicos. Algunas ciudades, sin embargo, aún dependen mucho de la agricultura y la ganadería, tales como Saskatoon. La economía de las grandes ciudades tiende a ser más diversificada, mas esto no siempre sucede. En las ciudades de mayor tamaño, la industria manufacturera es casi siempre una de las principales fuentes de ingresos, generando miles de empleos, aunque la industria ya no es actualmente la mayor actividad económica de las ciudades, traspasando esta posición al sector servicios. En varias grandes ciudades, miles de personas trabajan diariamente en oficinas e instituciones financieras. Urbes como Nueva York, Tokio, Londres, París y Hong Kong son grandes polos financieros, donde esta actividad es la principal fuente de ingresos de la ciudad. En otras ciudades, como Roma, Quebec y Foz do Iguazú, dependen enormemente del turismo. Diversas ciudades poseen una economía altamente diversificada, es decir, donde todos los sectores tienen aproximadamente la misma importancia, por lo que están menos vulnerables a recesiones económicas en comparación a aquellas ciudades que dependen de un sector económico en particular.

### Metrópolis

Tokio, metrópolis de Japón.

Una metrópolis es un gran centro poblacional, que consiste en una gran ciudad central (a veces, dos o más) y su zona adyacente de influencia, constituida por otras ciudades y localidades menores y relativamente próximas. Generalmente, las metrópolis forman conurbaciones, formando una única área urbana. Por ejemplo, la Ciudad de México es una ciudad central, y con Naucalpan, Ecatepec de Morelos, Tultitlán y otras localidades adyacentes juntas forman una conurbación, conocida como "Zona Metropolitana del Valle de México".
Sin embargo, una metrópolis no necesita estar obligatoriamente formada por una única área urbanizada contigua, pudiendo designarse como metrópolis la unión de dos o más áreas urbanizadas intercaladas con áreas rurales. Las ciudades que forman una metrópolis tienen un alto grado de integración entre sí. Una región formada por diversas metrópolis localizadas próximas entre sí son conocidas como megalópolis. Actualmente, las metrópolis más populosas del mundo, que poseen entre 10 y 40 millones de habitantes, son Tokio, Ciudad de México, Seúl, Nueva York, Buenos Aires y São Paulo.

### Crecimiento urbano

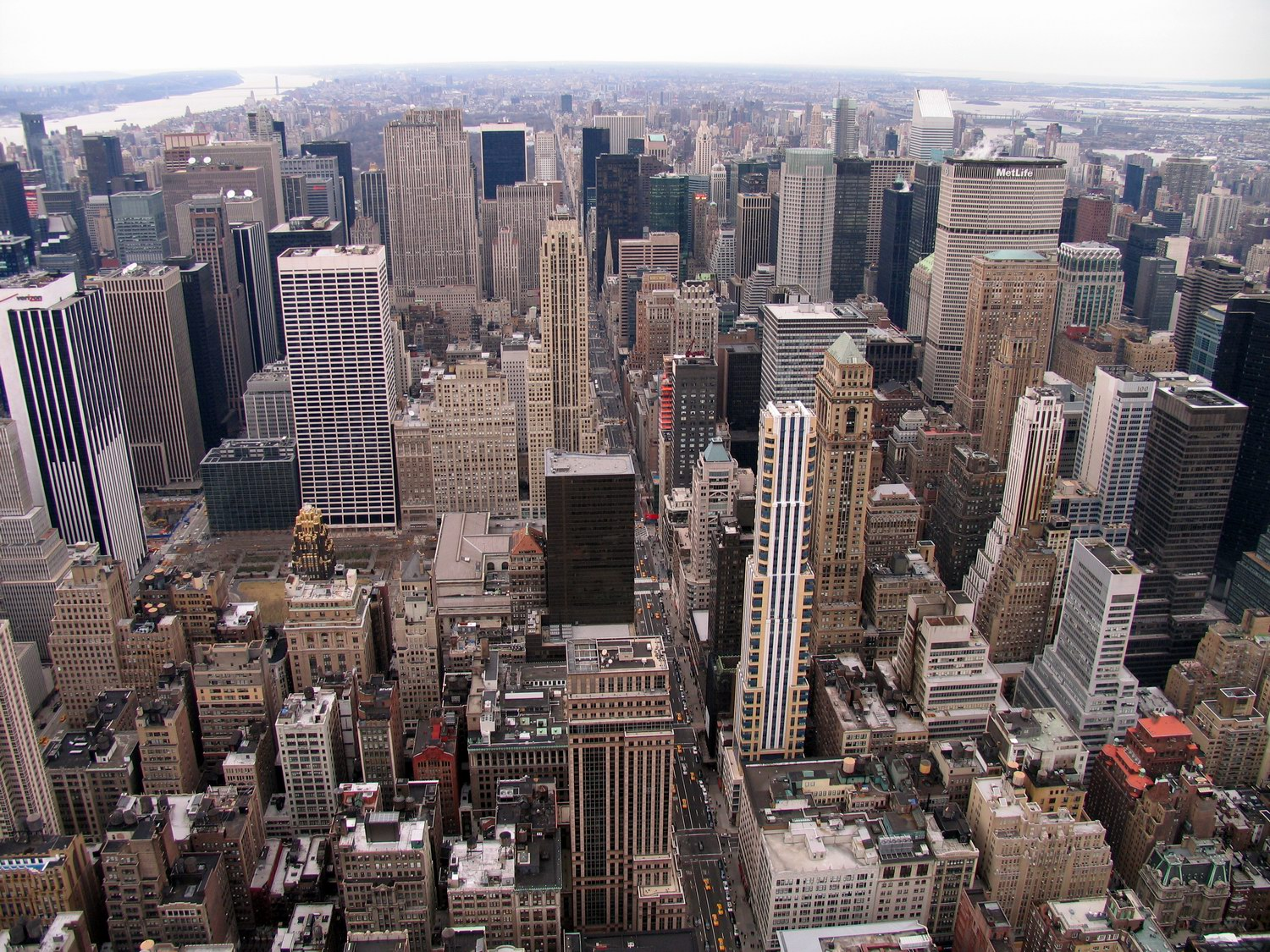
Nueva York, Estados Unidos una de las ciudades más influyentes en la economía mundial.

Según cálculos fidedignos, el crecimiento de la población urbana es asombroso, pues supera el millón de personas semanalmente. Más de doscientas ciudades de los países en vías de desarrollo sobrepasan el millón de habitantes, y hay unas veinte metrópolis con más de diez millones de residentes. Además, no se prevé que aminore el aumento. De acuerdo con un informe del Instituto Worldwatch, la ciudad nigeriana de Lagos, “tendrá 25.000.000 de habitantes en el año 2015, con lo que la decimotercera ciudad más grande del mundo pasará a ser la tercera”.

### Ciudades globales
Una ciudad global es un gran centro bancario, comercial, financiero, político e industrial. El término ciudad global (que no debe ser confundido con megalópolis o con megaciudad) fue inventado por la socióloga Saskia Sassen en 1991. La expresión megaciudad se refiere a una gran área urbana, mientras que una ciudad global se distingue por su gran influencia a nivel regional, nacional e internacional. Las ciudades globales, según Sassen, tienen más características semejantes entre sí que con otras ciudades de su mismo país.

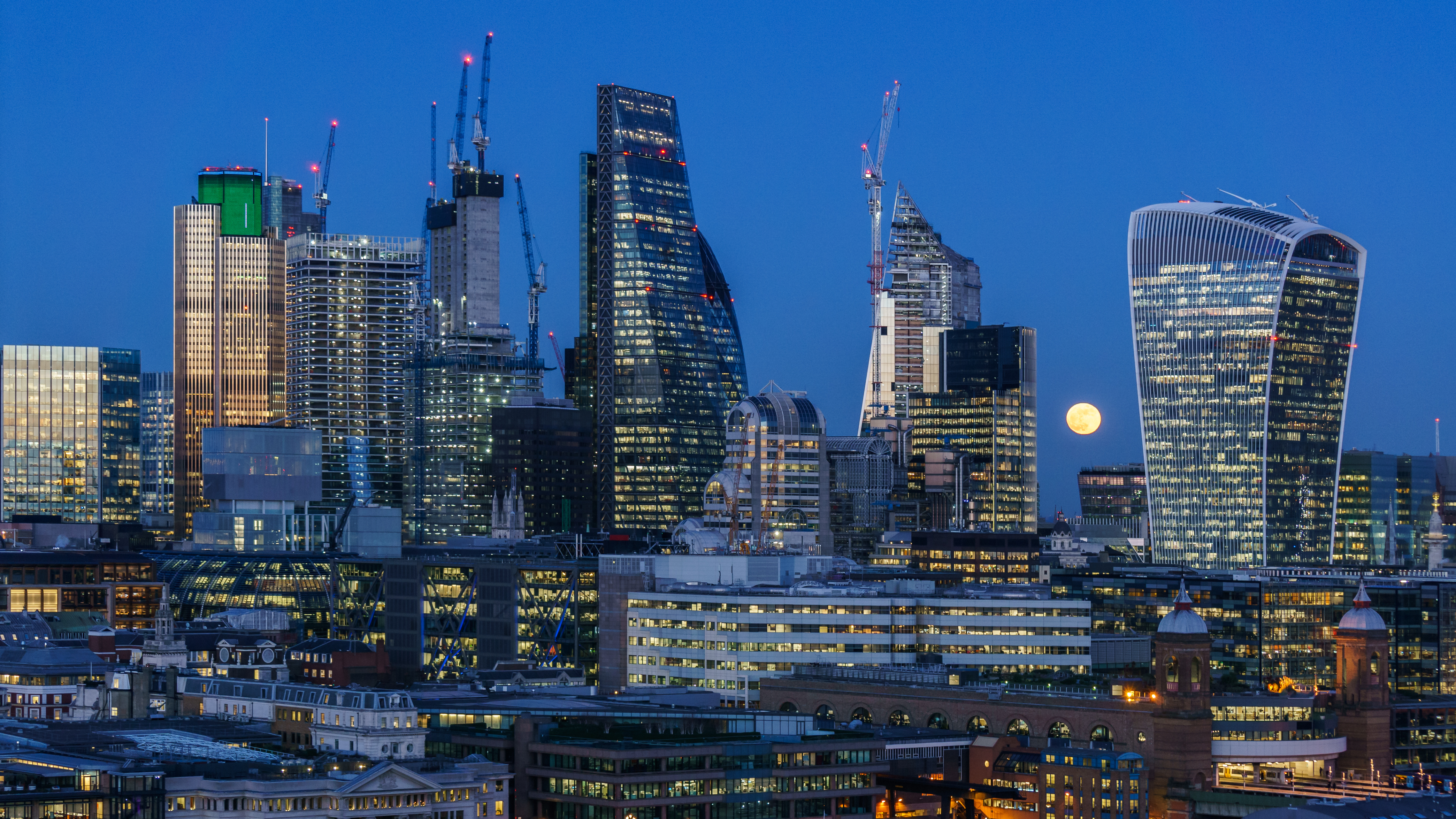
Londres, capital y ciudad más importante del Reino Unido, es un ejemplo de ciudad global.

La noción de ciudad global visualiza a la ciudad como un contenedor donde habilidades y recursos están concentrados. Cuanto más una ciudad es capaz de concentrar habilidades y recursos, más próspera y poderosa es, volviéndose suficientemente poderosa para influenciar lo que ocurre alrededor del mundo. Críticos de esta noción alegan la ambigüedad de la expresión "poder". En una ciudad global, poder se refiere primariamente a poder económico y político y, por lo tanto, puede no incluir ciudades que son poderosas en otros sentidos. Por ejemplo, ciudades como Roma o Jerusalén son poderosas en términos históricos y religiosos.

## Parques urbanos

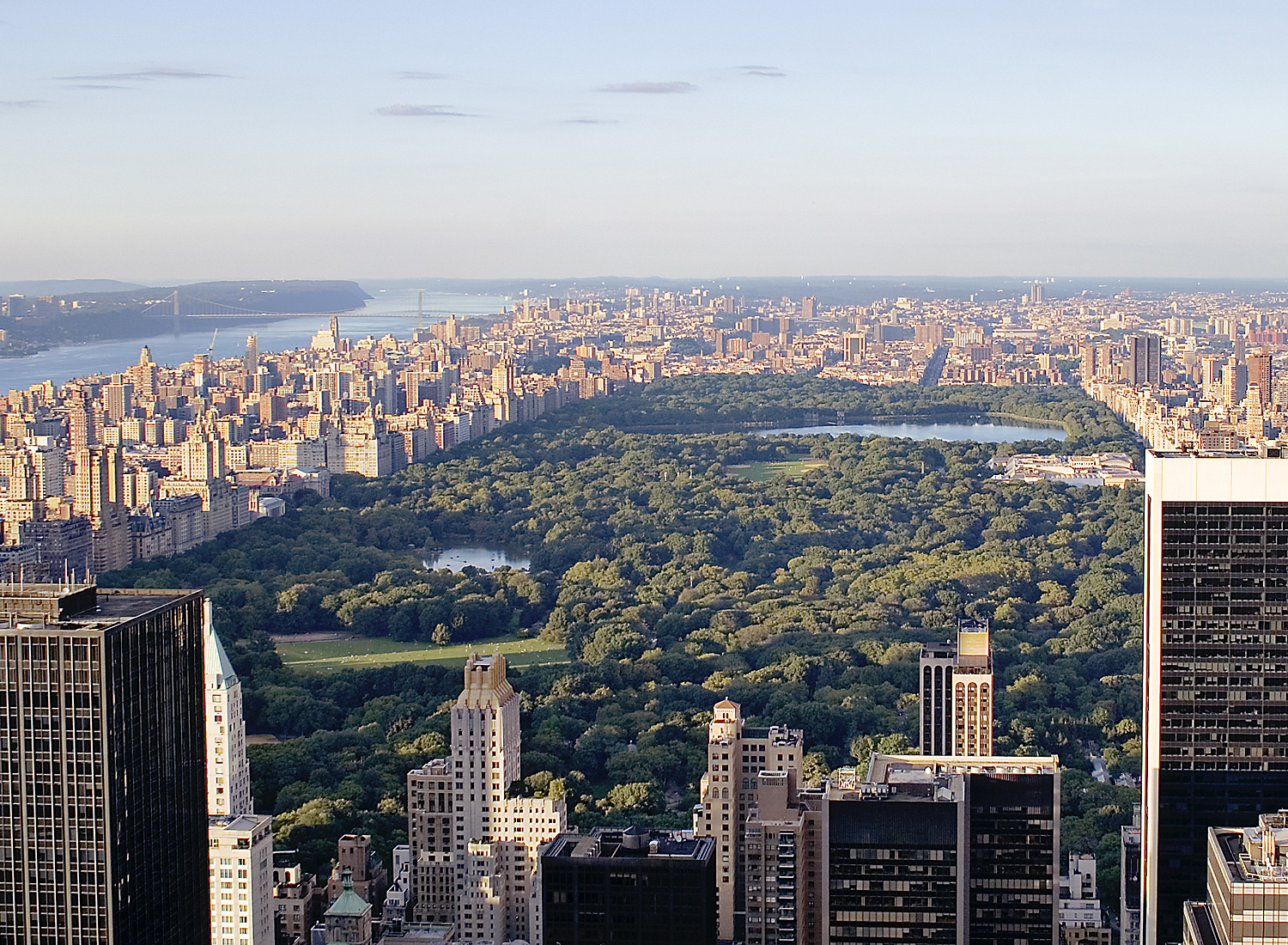
El Central Park de Nueva York es uno de los parques urbanos más famosos del mundo.

En 2000, los líderes municipales firmaron la Carta de Aalborg, una iniciativa comunitaria conocida como la Agenda 21, que promovía el desarrollo sostenible de las ciudades bajo principios medioambientales. Las principales directrices orientadoras de las actuaciones que debían emprenderse estaban centradas en los ciclos de los recursos naturales en las ciudades, la calidad del medio ambiente urbano y la planificación territorial y urbanística. Sobre la calidad del medio ambiente urbano en concreto, las actuaciones debían encaminarse a mejorar y proteger el entorno natural urbano con una planificación de los usos del suelo adecuada, la creación de parques, zonas verdes y de uso social y la recuperación de espacios de interés. Esta Agenda 21 surge ante la preocupación por la masiva urbanización mundial. Se espera que dentro de 35 años el número de población que vive en las ciudades se multiplique por tres, lo cual hace necesario un cambio que garantice la calidad de vida de las ciudades futuras.
Tradicionalmente los parques han cumplido tres funciones, satisfacer las demandas recreativas y de ocio de los ciudadanos, mejorar la calidad de vida y ayudar a estructurar el entramado urbano. Estas funciones son de vital importancia para la vida de la población dentro de las ciudades, sin embargo aunque la consideración social de estas zonas verdes es muy positiva, es necesaria una mayor implicación por parte de todos los actores, (instituciones gubernamentales, ciudadanos y medios de comunicación) para conseguir que los parques contribuyan de forma eficaz a la sostenibilidad de las ciudades.

## Distinción entre pueblos, villas y ciudades
La diferencia entre pueblo, villa y ciudad se entiende de diverso modo en distintas partes del mundo. Algunos idiomas tienen una distinción tripartita, como los idiomas ibéricos portugués y español, por ejemplo: vila (villa), povo (pueblo),y cidade (ciudad).
Otros tienen distinción bipartita, como el francés: village (pueblo/villa) y ville (ciudad).
Aunque en el mundo hispanohablante, no hay consenso universal sobre las distinciones exactas. El término se puede usar para villas dotadas de posición de ciudad, o para una villa que ejerce control sobre otras villas vecinas. No obstante, los términos se suelen entender así en el mundo hispanohablante:
- Aldea: núcleo muy pequeño de población sin ningún personal de la administración trabajando ni a tiempo completo ni parcial.
- Villa: núcleo pequeño de población, con algún personal de la administración trabajando, pero sin Ayuntamiento propio.
- Pueblo: núcleo de población, con Ayuntamiento propio y otro personal de la administración.
- Ciudad: núcleos, con Ayuntamiento propio y con personal para casi la totalidad de todos los servicios administrativos. Son consideradas ciudades las sedes episcopales, las capitales de un territorio o entidad administrativa (Estado, región, provincia...), aquellas de origen romano fundadas como tal y las ciudades que han sido capitales de alguna entidad político-administrativa del pasado (reino, provincia...).

La definición es borrosa, porque históricamente la administración se entendía de manera religiosa, es decir: en la aldea había ermitas no atenidas, en las villas había parroquias con curas compartidos con otras villas, en los pueblos había curas permanentes y en las ciudades había autoridades religiosas (obispo). Al laicizarse la administración en el mundo hispanohablante, esta definición histórica ha perdido sentido y el uso de los términos es ahora un tanto ambiguo.
Aunque ciudad puede referirse a una aglomeración, suburbios y satélites incluso, no se aplica a una conurbación (grupo) de áreas urbanas distintas, ni a un área metropolitana.